# Railinfratrust
Railinfratrust BV (RIT) is de eigenaar van de openbare railinfrastructuur in Nederland. Voor de dagelijkse bedrijfsvoering wordt de handelsnaam ProRail gevoerd. Railinfratrust is een zelfstandig bedrijf (eigendom van de Nederlandse Staat) dat in juridische zin eigenaar is van het overgrote deel van de spoorweginfrastructuur. Dochteronderneming ProRail BV is de economisch eigenaar van het spoorwegnet. Haar taak is het spoorwegnet te onderhouden, te exploiteren en indien de rijksoverheid daartoe besluit, uit te breiden. Bovendien is ProRail verantwoordelijk voor de railverkeersleiding en de verdeling van de capaciteit op het spoor onder de verschillende vervoerders. 
NS Railinfratrust BV is bij de verzelfstandiging van de Nederlandse Spoorwegen in 1995 opgericht als houdstermaatschappij van de drie organisaties NS Railinfrabeheer, Railned en NS verkeersleiding. Deze drie NS-organisaties gingen werken voor rekening en volgens aanwijzingen van de minister van Verkeer en Waterstaat (nu minister van Infrastructuur en Waterstaat), met de bedoeling de taken die als overheidstaken gezien worden los te koppelen van de commercieel opererende NS-organisatie. Pas op 1 juli 2002 is Railinfratrust uit de NS-holding gehaald en is de verwijzing naar NS uit de naam gehaald. Sinds 1 januari 2003 gebruikt Railinfratrust BV de handelsnaam ProRail. 
Op 1 januari 2005 fuseerden de drie Railinfratrust-dochters tot ProRail BV, zonder de spoorwegveiligheidstaak van Railned, dat onderdeel ging uitmaken van de Inspectie Verkeer en Waterstaat, die inmiddels is opgegaan in de Inspectie Leefomgeving en Transport.